# Pak Doo-ik
Pak Doo-ik, Pak Tu Ik (ur. 17 marca 1942) – koreański piłkarz występujący na pozycji pomocnika. Uczestnik Mistrzostw Świata 1966.

## Kariera piłkarska
Pak reprezentował barwy klubu Moranbong z Pjongjangu.
Jako reprezentant KRLD uczestniczył w Mistrzostwach Świata 1966. Tam wystąpił we wszystkich 4 spotkaniach, najbardziej znany jest jednak z meczu z Włochami, kiedy to zdobył zwycięską bramkę dla swojej drużyny. Tym samym zapewnił Koreańczykom awans do ćwierćfinału, jednocześnie eliminując Azzurrich.

## Kariera trenerska
Krótko po MŚ zakończył swoją karierę piłkarską i zajął się trenowaniem wychowania fizycznego. Był też szkoleniowcem reprezentacji KRLD podczas Igrzysk Olimpijskich 1976.